# Erhan Önal
Erhan Önal (ur. 3 września 1957 w Izmirze, zm. 16 marca 2021) – turecki piłkarz występujący na pozycji obrońcy. Ojciec innego piłkarza, Patricka Mölzla.

## Kariera klubowa
Önal treningi rozpoczął w zespole SV Schwarz Weiss Monachium, a w 1973 roku dołączył do juniorów Bayernu Monachium. W 1975 roku został włączony do jego rezerw, a rok później do pierwszej drużyny. W Bundeslidze zadebiutował 22 stycznia 1977 w zremisowanym 2:2 meczu z MSV Duisburg. 7 kwietnia 1977 w wygranym 3:0 pojedynku z 1. FC Kaiserslautern strzelił swojego jedynego gola w Bundeslidze. Graczem Bayernu był przez dwa lata.
W 1978 roku odszedł do belgijskiego Standardu Liège. W 1980 roku wywalczył z nim wicemistrzostwo Belgii, a w 1981 roku Puchar Belgii. W sezonie 1981/1982 przebywał na wypożyczeniu w tureckim Fenerbahçe SK. Potem wrócił do Standardu, z którym w 1983 roku zdobył mistrzostwo Belgii.
Ostatnim klubem w karierze Önal był turecki Galatasaray SK, w którym grał od 1985 roku. Z tym zespołem zdobył dwa mistrzostwa Turcji (1987, 1988), Puchar Turcji (1991) oraz trzy Superpuchary Turcji (1987, 1988, 1991). W 1992 roku zakończył karierę.

## Kariera reprezentacyjna
W reprezentacji Turcji Önal zadebiutował 28 lutego 1979 w przegranym 0:1 towarzyskim meczu z Algierią. 21 listopada 1979 w wygranym 1:0 pojedynku eliminacji mistrzostw Europy 1980 z Walią strzelił swojego jedynego gola w kadrze. W latach 1979–1987 w drużynie narodowej rozegrał 12 spotkań.